# Чулатский сельсовет
Чулатский сельсовет — упразднённая административно-территориальная единица в Табасаранском районе Республики Дагестан Российской Федерации. Преобразовано в сельское поселение «село Чулат». Административный центр — село Чулат.
Документы Фонда № 22 Чулатского сельсовета описаны и находятся В МА. Опись № 1 пост хр.158 дел за 1963-1993гг, опись № 2 похозяйственные книги 38 дел за 1940—1960 гг, опись № 3 выборы 4 дела за 1969—1990 гг. Первое поступление 1940 год. Состояние удовлетворительное.

## География
Расположено в долине реки Рубас в 20-30 км от Каспийского моря в предгорной восточной части Кавказского хребта.

## Топоним
- 1921—1926 — ?
- 1926—1939 — Чулатский сельский Совет рабочих, крестьянских и красноармейских депутатов.
- 1939—1977 — Чулатский сельский Совет депутатов трудящихся.
- 1977—1993 — Чулатский сельский Совет народных депутатов.
- С 1993 года — Чулатская сельская администрация[1].

## История
Чулатский сельский совет рабочих, крестьянских и красноармейских депутатов образован декретом ВЦИК от 20.01.1921 г. в составе Южнотабасаранского участка Кюринского округа.
В 1928 вошел в состав Табасаранского района.
В 1966 году сельсовет был разрушен землетрясением. Жителей переселили на земли совхоза «Рубас». В 1966—1967 годах большинство населённых пунктов сельсовета были упразднены.

## Состав
| № | Населённый пункт | Тип населённого пункта       | Население |
| - | ---------------- | ---------------------------- | --------- |
| 1 | Чулат            | село, административный центр | ↘1092     |

### Упразднённые населённые пункты
Гуграг, Экендиль — упразднённые сёла, исключенные из учётных данных указами ПВС ДАССР от 31.10.1967 и от 28.12.1966 г. соответственно.

## Инфраструктура
На территории Чулатского Сельского Совета находится средняя школа, ФАП, детский садик, к/з «Чулатский».